# قهرمانی جودو جهان
مسابقات جهانی جودو بالاترین سطح مسابقات بین‌المللی در رشته جودو در کنار بازی‌های المپیک است. این مسابقات به صورت سالانه (به جز سال‌های برگزاری المپیک) توسط فدراسیون بین‌المللی جودو برگزار می‌شود. مسابقات در دو بخش انفرادی و تیمی (از سال ۱۹۹۴) انجام می‌شود. مسابقات مردان از سال ۱۹۵۶ آغاز شد و تاکنون تغییراتی در روش برگزاری آن انجام شده است.

## تاریخچه
نخستین دورهٔ مسابقات در سال ۱۹۵۶ در توکیو برگزار شد. در آن دوره، درجه‌بندی وزنی وجود نداشت و دو جودوکای ژاپنی به بازی نهایی راه یافتند. دومین دوره نیز دو سال بعد، در ژاپن برگزار شد. نخستین دوره‌ای که مسابقات خارج از ژاپن بود، سال ۱۹۶۱ بود که در پاریس برگزار شد و یک جودوکای آلمانی قهرمان شد.
مسابقات جهانی جودو ۱۹۶۵ در ریو دو ژانیرو برگزار شد و برای نخستین بار، درجه‌بندی وزنی اعمال گردید. جودو در المپیک تابستانی ۱۹۶۴ به عنوان یک رشتهٔ المپیکی معرفی شد و پس از المپیک تابستانی ۱۹۶۸ که غایب بود، همواره در بازی‌های المپیک حضور داشته است.
نخستین مسابقات جهانی زنان در سال ۱۹۸۰ در نیویورک برگزار شد و تا سال ۱۹۸۷، به صورت دوسالانه در سال‌هایی که مسابقات مردان انجام نمی‌شد، برگزار می‌شد. در مسابقات جهانی جودو ۱۹۸۷ در اسن، مسابقات دو بخش مردان و زنان با یکدیگر ادغام شد. مسابقات به همین صورت، تا سال ۲۰۰۹ به صورت دوسالانه برگزار شد.

## دسته‌بندی وزنی
در حال حاضر، مسابقات جهانی جودو در ۸ وزن برای مردان و ۸ وزن برای زنان برگزار می‌شود.

## رقابت‌ها
قهرمانی جهان به جز اقیانوسیه و قطب جنوب در تمام قاره‌ها برگزار شده است.

### رقابت‌های مردان
| شماره | سال  | تاریخ         | شهر و کشور میزبان                   | مکان میزبان                     | # کشورها | # ورزشکارها |
| ----- | ---- | ------------- | ----------------------------------- | ------------------------------- | -------- | ----------- |
| ۱     | ۱۹۵۶ | ۳ مه          | توکیو، ژاپن                         | Kuramae Kokugikan               | ۲۱       | ۳۱          |
| ۲     | ۱۹۵۸ | ۳۰ نوامبر     | توکیو، ژاپن                         | ورزشگاه متروپولیتن توکیو        | ۱۸       | ۳۹          |
| ۳     | ۱۹۶۱ | ۲ دسامبر      | پاریس، فرانسه                       | Stade Pierre de Coubertin       | ۲۵       | ۵۷          |
| ۴     | ۱۹۶۵ | ۱۴–۱۷ اکتبر   | ریو دو ژانیرو، برزیل                | Marrocanzinho gymnasium         | ۲۸       | ۱۵۰         |
| ۵     | ۱۹۶۷ | ۹–۱۱ اوت      | سالت‌لیک‌سیتی، ایالات متحده آمریکا    | Gymnasium در دانشگاه یوتا       | ۲۹       | ۱۲۹         |
| ۶     | ۱۹۶۹ | ۲۳–۲۵ اکتبر   | مکزیکو سیتی، مکزیک                  | Palacio de los Deportes         | ۳۶       | ۲۵۰         |
| ۷     | ۱۹۷۱ | ۲–۴ سپتامبر   | لودویگسهافن، آلمان غربی             | Friedrich-Ebert-Halle           | ۴۹       |             |
| ۸     | ۱۹۷۳ | ۲۲–۲۴ ژوئن    | لوزان، سوئیس                        | Pavillon des Sports de Beaulieu | ۴۲       |             |
| ۹     | ۱۹۷۵ | ۲۳–۲۵ اکتبر   | وین، اتریش                          |                                 | ۴۲       |             |
| _     | ۱۹۷۷ | ۱۹–۲۴ سپتامبر | بارسلون، اسپانیا                    | Palau dels Esports              | لغو شد   | لغو شد      |
| ۱۰    | ۱۹۷۹ | ۶–۹ دسامبر    | پاریس، فرانسه                       | Stade Pierre de Coubertin       | ۶۰       | حدود ۲۴۰    |
| ۱۱    | ۱۹۸۱ | ۳–۶ سپتامبر   | ماستریخت، هلند                      | Euro Hall                       | ۵۴       | ۲۵۰         |
| ۱۲    | ۱۹۸۳ | ۱۳–۱۶ اکتبر   | مسکو، اتحاد جماهیر شوروی سوسیالیستی | Lenin Palace of Sports          | ۴۱       |             |
| ۱۳    | ۱۹۸۵ | ۲۶–۲۹ سپتامبر | سئول، کره جنوبی                     | Jamsil Arena                    | ۳۷       |             |

### رقابت‌های زنان
| شمار | سال  | تاریخ        | شهر و کشور میزبان            | مکان میزبان               | # کشورها | # ورزشکارها |
| ---- | ---- | ------------ | ---------------------------- | ------------------------- | -------- | ----------- |
| ۱    | ۱۹۸۰ | ۲۹–۳۰ نوامبر | نیویورک، ایالات متحده آمریکا | مدیسن اسکوئر گاردن        | ۲۷       | ۱۳۵         |
| ۲    | ۱۹۸۲ | ۴–۵ دسامبر   | پاریس، فرانسه                | Stade Pierre de Coubertin | ۳۵       | ۱۷۴         |
| ۳    | ۱۹۸۴ | ۱۰–۱۱ نوامبر | وین، اتریش                   |                           | ۳۳       | حدود ۱۸۰    |
| ۴    | ۱۹۸۶ | ۲۴–۲۶ اکتبر  | ماستریخت، هلند               | Geusselt Sports Hall      | ۳۵       | ۱۶۲         |

### رقابت‌های مشترک
| شماره ز/م | سال  | تاریخ                | شهر و کشور میزبان        | مکان میزبان                      | # کشورها | # ورزشکارها |
| --------- | ---- | -------------------- | ------------------------ | -------------------------------- | -------- | ----------- |
| ۱۴/۵      | ۱۹۸۷ | ۱۹–۲۲ نوامبر         | اسن، آلمان غربی          | Grugahalle                       | ۶۵       |             |
| ۱۵/۶      | ۱۹۸۹ | ۱۰–۱۵ اکتبر          | بلگراد، یوگسلاوی         | پیونیر                           | ۶۱       |             |
| ۱۶/۷      | ۱۹۹۱ | ۲۵–۲۸ ژوئیه          | بارسلون، اسپانیا         | پالائو بلوگرانا                  | ۵۷       | ۴۸۷         |
| ۱۷/۸      | ۱۹۹۳ | ۳۰ سپتامبر – ۳ اکتبر | همیلتون، انتاریو، کانادا | Copps Coliseum                   | ۷۸       |             |
| ۱۸/۹      | ۱۹۹۵ | ۲۸ سپتامبر – ۱ اکتبر | چیبا، ژاپن               | ماکوهاری مسه                     | ۱۰۰      | ۶۲۵         |
| ۱۹/۱۰     | ۱۹۹۷ | ۹–۱۲ اکتبر           | پاریس، فرانسه            | Palais Omnisports de Paris-Bercy | ۹۲       | ۵۳۱         |
| ۲۰/۱۱     | ۱۹۹۹ | ۷–۱۰ اکتبر           | بیرمنگام، بریتانیا       | National Indoor Arena            | ۸۷       | ۵۷۲         |
| ۲۱/۱۲     | ۲۰۰۱ | ۲۶–۲۹ ژوئیه          | مونیخ، آلمان             | Olympiahalle                     | ۸۸       | ۵۵۴         |
| ۲۲/۱۳     | ۲۰۰۳ | ۱۱–۱۴ سپتامبر        | اوساکا، ژاپن             | Osaka-jō Hall                    | ۹۷       | ۶۷۱         |
| ۲۳/۱۴     | ۲۰۰۵ | ۸–۱۱ سپتامبر         | قاهره، مصر               | مجتمع سرپوشیده استادیوم قاهره    | ۹۳       | ۵۴۴         |
| ۲۴/۱۵     | ۲۰۰۷ | ۱۳–۱۶ سپتامبر        | ریو دو ژانیرو، برزیل     | اچ‌اس‌بی‌سی آرنا                    | ۱۳۸      | ۷۴۸         |
| ۲۵/۱۶     | ۲۰۰۹ | ۲۷–۳۰ اوت            | روتردام، هلند            | روتردام آهوی                     | ۱۰۰      | ۵۴۳         |
| ۲۶/۱۷     | ۲۰۱۰ | ۹–۱۳ سپتامبر         | توکیو، ژاپن              | ورزشگاه ملی یویوگی               | ۱۱۱      | ۸۴۷         |
| ۲۷/۱۸     | ۲۰۱۱ | ۲۳–۲۸ اوت            | پاریس، فرانسه            | Palais Omnisports de Paris-Bercy | ۱۳۲      | ۸۷۱         |
| ۲۸/۱۹     | ۲۰۱۳ | ۲۶ اوت – ۱ سپتامبر   | ریو دو ژانیرو، برزیل     | جیناسیو دو ماراکانازینیو         | ۱۲۳      | ۶۷۳         |
| ۲۹/۲۰     | ۲۰۱۴ | ۲۵–۳۱ اوت            | چلیابینسک، روسیه         | Traktor Arena                    | ۱۱۸      | ۷۱۲         |
| ۳۰/۲۱     | ۲۰۱۵ | ۲۴–۳۰ اوت            | نورسلطان، قزاقستان       | Alau Ice Palace                  | ۱۲۰      | ۷۲۹         |
| ۳۱/۲۲     | ۲۰۱۷ | ۲۸ اوت – ۳ سپتامبر   | بوداپست، مجارستان        | سالن ورزشی لاسلو پاپ بوداپست     | ۱۲۶      | ۷۳۱         |
| ۳۲/۲۳     | ۲۰۱۸ | ۲۰–۲۷ سپتامبر        | باکو، جمهوری آذربایجان   | National Gymnastics Arena        | ۱۲۴      | ۷۵۵         |
| ۳۳/۲۴     | ۲۰۱۹ | ۲۵ اوت – ۱ سپتامبر   | توکیو، ژاپن              | نیپون بودوکان                    | ۱۴۹      | ۸۶۲         |
| ۳۴/۲۵     | ۲۰۲۱ | ۶–۱۳ ژوئن            | بوداپست، مجارستان        | سالن ورزشی لاسلو پاپ بوداپست     |          |             |
| ۳۵/۲۶     | ۲۰۲۲ | TBD                  | تاشکند، ازبکستان         | Humo Ice Dome                    |          |             |
| ۳۶/۲۷     | ۲۰۲۳ | TBD                  | دوحه، قطر                | Ali Bin Hamad al-Attiyah Arena   |          |             |
| ۳۷/۲۸     | ۲۰۲۴ | TBD                  | تل آویو، اسرائیل         |                                  |          |             |

### رقابت‌های وزن‌آزاد
| شماره | سال  | تاریخ        | شهر و کشور میزبان  | مکان میزبان                    | # کشورها | # ورزشکارها |
| ----- | ---- | ------------ | ------------------ | ------------------------------ | -------- | ----------- |
| ۱     | ۲۰۰۸ | ۲۰–۲۱ دسامبر | لوالوآ-پره، فرانسه | Marcel Cerdan Palace of Sports | ۱۸       | ۵۱          |
| _     | ۲۰۰۹ | لغو شد       |                    |                                |          |             |
| ۲     | ۲۰۱۱ | ۲۹–۳۰ اکتبر  | تیومن، روسیه       | Judo Centre                    | ۲۱       | ۴۰          |
| ۳     | ۲۰۱۷ | ۱۱–۱۲ نوامبر | مراکش، مراکش       | Palais des Congrès             | ۲۸       | ۵۸          |

### شمار مدال مردان – رویدادهای انفرادی (۱۹۵۶–۲۰۱۹)
| رتبه  | کشور                             | طلا | نقره | برنز | مجموع |
| ----- | -------------------------------- | --- | ---- | ---- | ----- |
| ۱     | ژاپن                             | ۹۸  | ۵۲   | ۵۸   | ۲۰۸   |
| ۲     | کره جنوبی                        | ۲۴  | ۸    | ۳۹   | ۷۱    |
| ۳     | فرانسه                           | ۲۳  | ۱۷   | ۲۷   | ۶۷    |
| ۴     | اتحاد جماهیر شوروی               | ۱۱  | ۱۲   | ۳۳   | ۵۶    |
| ۵     | هلند                             | ۸   | ۱۱   | ۱۶   | ۳۵    |
| ۶     | روسیه                            | ۷   | ۱۴   | ۲۷   | ۴۸    |
| ۷     | آلمان                            | ۵   | ۶    | ۱۲   | ۲۳    |
| ۸     | گرجستان                          | ۴   | ۱۰   | ۱۷   | ۳۱    |
| ۹     | برزیل                            | ۴   | ۷    | ۱۴   | ۲۵    |
| ۱۰    | لهستان                           | ۴   | ۲    | ۱۴   | ۲۰    |
| ۱۱    | بریتانیای کبیر                   | ۳   | ۴    | ۱۳   | ۲۰    |
| ۱۲    | آلمان شرقی                       | ۳   | ۳    | ۱۴   | ۲۰    |
| ۱۳    | ازبکستان                         | ۳   | ۲    | ۷    | ۱۲    |
| ۱۴    | یونان                            | ۳   | ۲    | ۱    | ۶     |
| ۱۵    | ایران                            | ۳   | ۰    | ۵    | ۸     |
| ۱۶    | کوبا                             | ۲   | ۶    | ۹    | ۱۷    |
| ۱۷    | مجارستان                         | ۲   | ۵    | ۱۰   | ۱۷    |
| ۱۸    | قزاقستان                         | ۲   | ۴    | ۳    | ۹     |
| ۱۹    | ایالات متحده آمریکا              | ۲   | ۳    | ۷    | ۱۲    |
| ۲۰    | مغولستان                         | ۲   | ۲    | ۸    | ۱۲    |
| ۲۱    | جمهوری چک                        | ۲   | ۰    | ۲    | ۴     |
| ۲۲    | جمهوری آذربایجان                 | ۱   | ۶    | ۱۰   | ۱۷    |
| ۲۳    | اوکراین                          | ۱   | ۳    | ۸    | ۱۲    |
| ۲۴    | اسرائیل                          | ۱   | ۲    | ۲    | ۵     |
| ۲۴    | اسپانیا                          | ۱   | ۲    | ۲    | ۵     |
| ۲۶    | اتریش                            | ۱   | ۱    | ۳    | ۵     |
| ۲۷    | پرتغال                           | ۱   | ۰    | ۲    | ۳     |
| ۲۷    | تونس                             | ۱   | ۰    | ۲    | ۳     |
| ۲۷    | جمهوری فدرال سوسیالیستی یوگسلاوی | ۱   | ۰    | ۲    | ۳     |
| ۳۰    | صربستان                          | ۱   | ۰    | ۱    | ۲     |
| ۳۱    | بلژیک                            | ۰   | ۶    | ۱۱   | ۱۷    |
| ۳۲    | آلمان غربی                       | ۰   | ۵    | ۱۳   | ۱۸    |
| ۳۳    | ایتالیا                          | ۰   | ۴    | ۹    | ۱۳    |
| ۳۴    | کره شمالی                        | ۰   | ۳    | ۴    | ۷     |
| ۳۴    | ترکیه                            | ۰   | ۳    | ۴    | ۷     |
| ۳۶    | استونی                           | ۰   | ۳    | ۱    | ۴     |
| ۳۷    | کانادا                           | ۰   | ۲    | ۷    | ۹     |
| ۳۸    | بلاروس                           | ۰   | ۲    | ۶    | ۸     |
| ۳۹    | مصر                              | ۰   | ۲    | ۳    | ۵     |
| ۴۰    | چکسلواکی                         | ۰   | ۲    | ۲    | ۴     |
| ۴۱    | سوئیس                            | ۰   | ۲    | ۱    | ۳     |
| ۴۲    | رومانی                           | ۰   | ۱    | ۴    | ۵     |
| ۴۳    | مولدووا                          | ۰   | ۱    | ۳    | ۴     |
| ۴۴    | بلغارستان                        | ۰   | ۱    | ۲    | ۳     |
| ۴۵    | الجزایر                          | ۰   | ۱    | ۰    | ۱     |
| ۴۵    | مونته‌نگرو                        | ۰   | ۱    | ۰    | ۱     |
| ۴۵    | اسلوونی                          | ۰   | ۱    | ۰    | ۱     |
| ۴۸    | چین                              | ۰   | ۰    | ۳    | ۳     |
| ۴۹    | امارات متحده عربی                | ۰   | ۰    | ۲    | ۲     |
| ۵۰    | ارمنستان                         | ۰   | ۰    | ۱    | ۱     |
| ۵۰    | فنلاند                           | ۰   | ۰    | ۱    | ۱     |
| ۵۰    | لتونی                            | ۰   | ۰    | ۱    | ۱     |
| ۵۰    | لیتوانی                          | ۰   | ۰    | ۱    | ۱     |
| ۵۰    | تاجیکستان                        | ۰   | ۰    | ۱    | ۱     |
| مجموع | مجموع                            | ۲۲۴ | ۲۲۴  | ۴۴۸  | ۸۹۶   |

### شمار مدال زنان – رویدادهای انفرادی (۱۹۸۰–۲۰۱۹)
| رتبه  | کشور                | طلا | نقره | برنز | مجموع |
| ----- | ------------------- | --- | ---- | ---- | ----- |
| ۱     | ژاپن                | ۴۶  | ۴۴   | ۴۸   | ۱۳۸   |
| ۲     | فرانسه              | ۳۱  | ۱۶   | ۴۸   | ۹۵    |
| ۳     | چین                 | ۲۰  | ۱۲   | ۱۴   | ۴۶    |
| ۴     | کوبا                | ۱۶  | ۱۶   | ۲۹   | ۶۱    |
| ۵     | بریتانیای کبیر      | ۱۳  | ۱۴   | ۱۹   | ۴۶    |
| ۶     | بلژیک               | ۸   | ۹    | ۹    | ۲۶    |
| ۷     | هلند                | ۷   | ۱۱   | ۳۰   | ۴۸    |
| ۸     | ایتالیا             | ۵   | ۳    | ۸    | ۱۶    |
| ۹     | کره شمالی           | ۵   | ۲    | ۴    | ۱۱    |
| ۱۰    | کره جنوبی           | ۵   | ۱    | ۱۸   | ۲۴    |
| ۱۱    | برزیل               | ۳   | ۵    | ۱۴   | ۲۲    |
| ۱۲    | اتریش               | ۳   | ۱    | ۵    | ۹     |
| ۱۳    | کلمبیا              | ۳   | ۰    | ۳    | ۶     |
| ۱۴    | اسپانیا             | ۲   | ۷    | ۸    | ۱۷    |
| ۱۵    | آلمان               | ۲   | ۵    | ۱۴   | ۲۱    |
| ۱۶    | آلمان غربی          | ۲   | ۵    | ۱۲   | ۱۹    |
| ۱۷    | ایالات متحده آمریکا | ۲   | ۵    | ۱۰   | ۱۷    |
| ۱۸    | آرژانتین            | ۲   | ۲    | ۱    | ۵     |
| ۱۹    | لهستان              | ۲   | ۱    | ۱۰   | ۱۳    |
| ۲۰    | مغولستان            | ۲   | ۱    | ۷    | ۱۰    |
| ۲۱    | اوکراین             | ۲   | ۱    | ۱    | ۴     |
| ۲۲    | اسلوونی             | ۱   | ۳    | ۸    | ۱۲    |
| ۲۳    | اسرائیل             | ۱   | ۲    | ۲    | ۵     |
| ۲۴    | کوزوو               | ۱   | ۰    | ۳    | ۴     |
| ۲۵    | کانادا              | ۱   | ۰    | ۱    | ۲     |
| ۲۶    | مستقلa              | ۱   | ۰    | ۰    | ۱     |
| ۲۶    | ونزوئلا             | ۱   | ۰    | ۰    | ۱     |
| ۲۸    | پرتغال              | ۰   | ۵    | ۳    | ۸     |
| ۲۹    | روسیه               | ۰   | ۳    | ۱۰   | ۱۳    |
| ۳۰    | رومانی              | ۰   | ۳    | ۵    | ۸     |
| ۳۱    | استرالیا            | ۰   | ۳    | ۳    | ۶     |
| ۳۲    | مجارستان            | ۰   | ۲    | ۵    | ۷     |
| ۳۳    | بوسنی و هرزگوین     | ۰   | ۱    | ۱    | ۲     |
| ۳۳    | نروژ                | ۰   | ۱    | ۱    | ۲     |
| ۳۳    | پورتوریکو           | ۰   | ۱    | ۱    | ۲     |
| ۳۶    | اتحاد جماهیر شوروی  | ۰   | ۱    | ۰    | ۱     |
| ۳۶    | سوئد                | ۰   | ۱    | ۰    | ۱     |
| ۳۸    | جمهوری آذربایجان    | ۰   | ۰    | ۳    | ۳     |
| ۳۸    | ترکیه               | ۰   | ۰    | ۳    | ۳     |
| ۴۰    | قزاقستان            | ۰   | ۰    | ۲    | ۲     |
| ۴۰    | تونس                | ۰   | ۰    | ۲    | ۲     |
| ۴۲    | الجزایر             | ۰   | ۰    | ۱    | ۱     |
| ۴۲    | بلاروس              | ۰   | ۰    | ۱    | ۱     |
| ۴۲    | بلغارستان           | ۰   | ۰    | ۱    | ۱     |
| ۴۲    | تایوان              | ۰   | ۰    | ۱    | ۱     |
| ۴۲    | جمهوری چک           | ۰   | ۰    | ۱    | ۱     |
| ۴۲    | یونان               | ۰   | ۰    | ۱    | ۱     |
| ۴۲    | نیوزیلند            | ۰   | ۰    | ۱    | ۱     |
| ۴۲    | صربستان و مونته‌نگرو | ۰   | ۰    | ۱    | ۱     |
| ۴۲    | سوئیس               | ۰   | ۰    | ۱    | ۱     |
| مجموع | مجموع               | ۱۸۷ | ۱۸۷  | ۳۷۴  | ۷۴۸   |

### شمار مجموع مدال‌ها – رویدادهای انفرادی (۱۹۵۶–۲۰۱۹)
| رتبه  | کشور                             | طلا | نقره | برنز | مجموع |
| ----- | -------------------------------- | --- | ---- | ---- | ----- |
| ۱     | ژاپن                             | ۱۴۴ | ۹۶   | ۱۰۶  | ۳۴۶   |
| ۲     | فرانسه                           | ۵۴  | ۳۳   | ۷۵   | ۱۶۲   |
| ۳     | کره جنوبی                        | ۲۹  | ۹    | ۵۷   | ۹۵    |
| ۴     | چین                              | ۲۰  | ۱۲   | ۱۷   | ۴۹    |
| ۵     | کوبا                             | ۱۸  | ۲۲   | ۳۸   | ۷۸    |
| ۶     | بریتانیای کبیر                   | ۱۶  | ۱۸   | ۳۲   | ۶۶    |
| ۷     | هلند                             | ۱۵  | ۲۲   | ۴۶   | ۸۳    |
| ۸     | اتحاد جماهیر شوروی               | ۱۱  | ۱۳   | ۳۳   | ۵۷    |
| ۹     | بلژیک                            | ۸   | ۱۵   | ۲۰   | ۴۳    |
| ۱۰    | روسیه                            | ۷   | ۱۷   | ۳۷   | ۶۱    |
| ۱۱    | برزیل                            | ۷   | ۱۲   | ۲۸   | ۴۷    |
| ۱۲    | آلمان                            | ۷   | ۱۱   | ۲۶   | ۴۴    |
| ۱۳    | لهستان                           | ۶   | ۳    | ۲۴   | ۳۳    |
| ۱۴    | ایتالیا                          | ۵   | ۷    | ۱۷   | ۲۹    |
| ۱۵    | کره شمالی                        | ۵   | ۵    | ۸    | ۱۸    |
| ۱۶    | گرجستان                          | ۴   | ۱۰   | ۱۷   | ۳۱    |
| ۱۷    | ایالات متحده آمریکا              | ۴   | ۸    | ۱۷   | ۲۹    |
| ۱۸    | مغولستان                         | ۴   | ۳    | ۱۵   | ۲۲    |
| ۱۹    | اتریش                            | ۴   | ۲    | ۸    | ۱۴    |
| ۲۰    | اسپانیا                          | ۳   | ۹    | ۱۰   | ۲۲    |
| ۲۱    | اوکراین                          | ۳   | ۴    | ۹    | ۱۶    |
| ۲۲    | آلمان شرقی                       | ۳   | ۳    | ۱۴   | ۲۰    |
| ۲۳    | ازبکستان                         | ۳   | ۲    | ۷    | ۱۲    |
| ۲۴    | یونان                            | ۳   | ۲    | ۲    | ۷     |
| ۲۵    | ایران                            | ۳   | ۰    | ۵    | ۸     |
| ۲۶    | کلمبیا                           | ۳   | ۰    | ۳    | ۶     |
| ۲۷    | آلمان غربی                       | ۲   | ۱۰   | ۲۵   | ۳۷    |
| ۲۸    | مجارستان                         | ۲   | ۷    | ۱۵   | ۲۴    |
| ۲۹    | قزاقستان                         | ۲   | ۴    | ۵    | ۱۱    |
| ۳۰    | اسرائیل                          | ۲   | ۴    | ۴    | ۱۰    |
| ۳۱    | آرژانتین                         | ۲   | ۲    | ۱    | ۵     |
| ۳۲    | جمهوری چک                        | ۲   | ۰    | ۳    | ۵     |
| ۳۳    | جمهوری آذربایجان                 | ۱   | ۶    | ۱۳   | ۲۰    |
| ۳۴    | پرتغال                           | ۱   | ۵    | ۵    | ۱۱    |
| ۳۵    | اسلوونی                          | ۱   | ۴    | ۸    | ۱۳    |
| ۳۶    | کانادا                           | ۱   | ۲    | ۸    | ۱۱    |
| ۳۷    | تونس                             | ۱   | ۰    | ۴    | ۵     |
| ۳۸    | کوزوو                            | ۱   | ۰    | ۳    | ۴     |
| ۳۹    | جمهوری فدرال سوسیالیستی یوگسلاوی | ۱   | ۰    | ۲    | ۳     |
| ۴۰    | صربستان                          | ۱   | ۰    | ۱    | ۲     |
| ۴۱    | مستقلa                           | ۱   | ۰    | ۰    | ۱     |
| ۴۱    | ونزوئلا                          | ۱   | ۰    | ۰    | ۱     |
| ۴۳    | رومانی                           | ۰   | ۴    | ۹    | ۱۳    |
| ۴۴    | ترکیه                            | ۰   | ۳    | ۷    | ۱۰    |
| ۴۵    | استرالیا                         | ۰   | ۳    | ۳    | ۶     |
| ۴۶    | استونی                           | ۰   | ۳    | ۱    | ۴     |
| ۴۷    | بلاروس                           | ۰   | ۲    | ۷    | ۹     |
| ۴۸    | مصر                              | ۰   | ۲    | ۳    | ۵     |
| ۴۹    | چکسلواکی                         | ۰   | ۲    | ۲    | ۴     |
| ۴۹    | سوئیس                            | ۰   | ۲    | ۲    | ۴     |
| ۵۱    | بلغارستان                        | ۰   | ۱    | ۳    | ۴     |
| ۵۱    | مولدووا                          | ۰   | ۱    | ۳    | ۴     |
| ۵۳    | الجزایر                          | ۰   | ۱    | ۱    | ۲     |
| ۵۳    | بوسنی و هرزگوین                  | ۰   | ۱    | ۱    | ۲     |
| ۵۳    | نروژ                             | ۰   | ۱    | ۱    | ۲     |
| ۵۳    | پورتوریکو                        | ۰   | ۱    | ۱    | ۲     |
| ۵۷    | مونته‌نگرو                        | ۰   | ۱    | ۰    | ۱     |
| ۵۷    | سوئد                             | ۰   | ۱    | ۰    | ۱     |
| ۵۹    | امارات متحده عربی                | ۰   | ۰    | ۲    | ۲     |
| ۶۰    | ارمنستان                         | ۰   | ۰    | ۱    | ۱     |
| ۶۰    | تایوان                           | ۰   | ۰    | ۱    | ۱     |
| ۶۰    | فنلاند                           | ۰   | ۰    | ۱    | ۱     |
| ۶۰    | لتونی                            | ۰   | ۰    | ۱    | ۱     |
| ۶۰    | لیتوانی                          | ۰   | ۰    | ۱    | ۱     |
| ۶۰    | نیوزیلند                         | ۰   | ۰    | ۱    | ۱     |
| ۶۰    | صربستان و مونته‌نگرو              | ۰   | ۰    | ۱    | ۱     |
| ۶۰    | تاجیکستان                        | ۰   | ۰    | ۱    | ۱     |
| مجموع | مجموع                            | ۴۱۱ | ۴۱۱  | ۸۲۲  | ۱۶۴۴  |

## قهرمانی جودو تیمی جهان
رقابت تیمی جودو قهرمانی جهان از ۱۹۹۴ آغاز گردید. رقابت‌های زنان از ۱۹۹۷ آغاز شد، و پس از ۱۹۹۸ هر چهار سال یک بار تا سال ۲۰۰۶ برگزار می‌شد. این رقابت‌ها از ۲۰۰۷ به صورت سالیانه برگزار می‌شود. جودوکاهایی که در مسابقات انفرادی قهرمانی جهان شرکت می‌کنند، اغلب در مسابقات تیمی شرکت نمی‌کنند.
| سال  | مکان                   | مردان            | مردان            | مردان              | زنان            | زنان            | زنان            |
| ---- | ---------------------- | ---------------- | ---------------- | ------------------ | --------------- | --------------- | --------------- |
| سال  | مکان                   | طلا              | نقره             | برنز               | طلا             | نقره            | برنز            |
| ۱۹۹۴ | پاریس، فرانسه          | فرانسه           | آلمان            | ژاپن · روسیه       | بدون رقابت زنان | بدون رقابت زنان | بدون رقابت زنان |
| ۱۹۹۷ | اوساکا، ژاپن           | بدون رقابت مردان | بدون رقابت مردان | بدون رقابت مردان   | کوبا            | کره جنوبی       | فرانسه · ژاپن   |
| ۱۹۹۸ | مینسک، بلاروس          | ژاپن             | برزیل            | فرانسه · روسیه     | کوبا            | فرانسه          | بلژیک · چین     |
| ۲۰۰۲ | بازل، سوئیس            | ژاپن             | گرجستان          | فرانسه · ایتالیا   | ژاپن            | کوبا            | چین · ایتالیا   |
| ۲۰۰۶ | پاریس، فرانسه          | گرجستان          | روسیه            | فرانسه · کره جنوبی | فرانسه          | کوبا            | چین · ژاپن      |
| ۲۰۰۷ | پکن، چین               | ژاپن             | برزیل            | چین · کره جنوبی    | چین             | کوبا            | ژاپن · مغولستان |
| ۲۰۰۸ | توکیو، ژاپن            | گرجستان          | ازبکستان         | برزیل · روسیه      | ژاپن            | فرانسه          | چین · آلمان     |
| ۲۰۱۰ | آنتالیا، ترکیه         | ژاپن             | برزیل            | روسیه · کره جنوبی  | هلند            | آلمان           | ژاپن · ترکیه    |
| ۲۰۱۱ | پاریس، فرانسه          | فرانسه           | برزیل            | ژاپن · کره جنوبی   | فرانسه          | ژاپن            | کوبا · آلمان    |
| ۲۰۱۲ | سالوادور، باهیا، برزیل | روسیه            | ژاپن             | برزیل · گرجستان    | ژاپن            | چین             | برزیل · کوبا    |
| ۲۰۱۳ | ریو دو ژانیرو، برزیل   | گرجستان          | روسیه            | آلمان · ژاپن       | ژاپن            | برزیل           | کوبا · فرانسه   |
| ۲۰۱۴ | چلیابینسک، روسیه       | ژاپن             | روسیه            | گرجستان · آلمان    | فرانسه          | مغولستان        | آلمان · ژاپن    |
| ۲۰۱۵ | نورسلطان، قزاقستان     | ژاپن             | کره جنوبی        | گرجستان · مغولستان | ژاپن            | لهستان          | آلمان · روسیه   |

| سال  | مکان                   | مزدوج | مزدوج  | مزدوج              |
| ---- | ---------------------- | ----- | ------ | ------------------ |
| سال  | مکان                   | طلا   | نقره   | برنز               |
| ۲۰۱۷ | بوداپست، مجارستان      | ژاپن  | برزیل  | فرانسه · کره جنوبی |
| ۲۰۱۸ | باکو، جمهوری آذربایجان | ژاپن  | فرانسه | کره (کشور) · روسیه |
| ۲۰۱۹ | توکیو، ژاپن            | ژاپن  | فرانسه | برزیل · روسیه      |

### مردان (۱۹۹۴–۲۰۱۵)
| رتبه  | کشور      | طلا | نقره | برنز | مجموع |
| ----- | --------- | --- | ---- | ---- | ----- |
| ۱     | ژاپن      | ۶   | ۱    | ۳    | ۱۰    |
| ۲     | گرجستان   | ۳   | ۱    | ۳    | ۷     |
| ۳     | فرانسه    | ۲   | ۰    | ۳    | ۵     |
| ۴     | روسیه     | ۱   | ۳    | ۴    | ۸     |
| ۵     | برزیل     | ۰   | ۴    | ۲    | ۶     |
| ۶     | کره جنوبی | ۰   | ۱    | ۴    | ۵     |
| ۷     | آلمان     | ۰   | ۱    | ۲    | ۳     |
| ۸     | ازبکستان  | ۰   | ۱    | ۰    | ۱     |
| ۹     | چین       | ۰   | ۰    | ۱    | ۱     |
| ۹     | ایتالیا   | ۰   | ۰    | ۱    | ۱     |
| ۹     | مغولستان  | ۰   | ۰    | ۱    | ۱     |
| مجموع | مجموع     | ۱۲  | ۱۲   | ۲۴   | ۴۸    |

### زنان (۱۹۹۷–۲۰۱۵)
| رتبه  | کشور      | طلا | نقره | برنز | مجموع |
| ----- | --------- | --- | ---- | ---- | ----- |
| ۱     | ژاپن      | ۵   | ۱    | ۵    | ۱۱    |
| ۲     | فرانسه    | ۳   | ۲    | ۲    | ۷     |
| ۳     | کوبا      | ۲   | ۳    | ۳    | ۸     |
| ۴     | چین       | ۱   | ۱    | ۴    | ۶     |
| ۵     | هلند      | ۱   | ۰    | ۰    | ۱     |
| ۶     | آلمان     | ۰   | ۱    | ۴    | ۵     |
| ۷     | برزیل     | ۰   | ۱    | ۱    | ۲     |
| ۷     | مغولستان  | ۰   | ۱    | ۱    | ۲     |
| ۹     | لهستان    | ۰   | ۱    | ۰    | ۱     |
| ۹     | کره جنوبی | ۰   | ۱    | ۰    | ۱     |
| ۱۱    | بلژیک     | ۰   | ۰    | ۱    | ۱     |
| ۱۱    | ایتالیا   | ۰   | ۰    | ۱    | ۱     |
| ۱۱    | روسیه     | ۰   | ۰    | ۱    | ۱     |
| ۱۱    | ترکیه     | ۰   | ۰    | ۱    | ۱     |
| مجموع | مجموع     | ۱۲  | ۱۲   | ۲۴   | ۴۸    |

### مزدوج (۲۰۱۷–۲۰۱۹)
| رتبه  | کشور        | طلا | نقره | برنز | مجموع |
| ----- | ----------- | --- | ---- | ---- | ----- |
| ۱     | ژاپن        | ۳   | ۰    | ۰    | ۳     |
| ۲     | فرانسه      | ۰   | ۲    | ۱    | ۳     |
| ۳     | برزیل       | ۰   | ۱    | ۱    | ۲     |
| ۴     | روسیه       | ۰   | ۰    | ۲    | ۲     |
| ۵     | کره (کشور)b | ۰   | ۰    | ۱    | ۱     |
| ۵     | کره جنوبی   | ۰   | ۰    | ۱    | ۱     |
| مجموع | مجموع       | ۳   | ۳    | ۶    | ۱۲    |

### مجموع (۱۹۹۴–۲۰۱۹)
| رتبه            | کشور            | طلا | نقره | برنز | مجموع |
| --------------- | --------------- | --- | ---- | ---- | ----- |
| ۱               | ژاپن            | ۱۴  | ۲    | ۸    | ۲۴    |
| ۲               | فرانسه          | ۵   | ۴    | ۶    | ۱۵    |
| ۳               | گرجستان         | ۳   | ۱    | ۳    | ۷     |
| ۴               | کوبا            | ۲   | ۳    | ۳    | ۸     |
| ۵               | روسیه           | ۱   | ۳    | ۷    | ۱۱    |
| ۶               | چین             | ۱   | ۱    | ۵    | ۷     |
| ۷               | هلند            | ۱   | ۰    | ۰    | ۱     |
| ۸               | برزیل           | ۰   | ۶    | ۴    | ۱۰    |
| ۹               | آلمان           | ۰   | ۲    | ۶    | ۸     |
| ۱۰              | کرهٔ جنوبی       | ۰   | ۲    | ۵    | ۷     |
| ۱۱              | مغولستان        | ۰   | ۱    | ۲    | ۳     |
| ۱۲              | ازبکستان        | ۰   | ۱    | ۰    | ۱     |
| ۱۲              | لهستان          | ۰   | ۱    | ۰    | ۱     |
| ۱۴              | ایتالیا         | ۰   | ۰    | ۲    | ۲     |
| ۱۵              | بلژیک           | ۰   | ۰    | ۱    | ۱     |
| ۱۵              | ترکیه           | ۰   | ۰    | ۱    | ۱     |
| ۱۵              | کره (کشور)b     | ۰   | ۰    | ۱    | ۱     |
| مجموع (۱۷ کشور) | مجموع (۱۷ کشور) | ۲۷  | ۲۷   | ۵۴   | ۱۰۸   |

## شمار مدال تمام-ادوار
فهرست مدال‌آوران قهرمانی جهان در جودو
به‌روز رسانی شده پس از قهرمانی جهان ۲۰۱۹.
این جدول شامل تمام مدال‌های کسب شده در رقابت‌های انفرادی و تیمی قهرمانی جودو جهان و همچنین رقابت‌های جودو تیمی و رقابت‌های آزاد می‌باشد که به صورت جدا برگزار گردیده است.
| رتبه            | کشور                | طلا | نقره | برنز | مجموع |
| --------------- | ------------------- | --- | ---- | ---- | ----- |
| ۱               | ژاپن                | ۱۵۸ | ۹۸   | ۱۱۴  | ۳۷۰   |
| ۲               | فرانسه              | ۵۹  | ۳۷   | ۸۱   | ۱۷۷   |
| ۳               | کرهٔ جنوبی           | ۲۹  | ۱۱   | ۶۲   | ۱۰۲   |
| ۴               | چین                 | ۲۱  | ۱۳   | ۲۲   | ۵۶    |
| ۵               | کوبا                | ۲۰  | ۲۵   | ۴۱   | ۸۶    |
| ۶               | هلند                | ۱۶  | ۲۲   | ۴۶   | ۸۴    |
| ۷               | بریتانیای کبیر      | ۱۶  | ۱۸   | ۳۲   | ۶۶    |
| ۸               | اتحاد جماهیر شوروی  | ۱۱  | ۱۳   | ۳۳   | ۵۷    |
| ۹               | روسیه               | ۸   | ۲۰   | ۴۴   | ۷۲    |
| ۱۰              | بلژیک               | ۸   | ۱۵   | ۲۱   | ۴۴    |
| ۱۱              | برزیل               | ۷   | ۱۸   | ۳۲   | ۵۷    |
| ۱۲              | آلمان               | ۷   | ۱۳   | ۳۲   | ۵۲    |
| ۱۳              | گرجستان             | ۷   | ۱۱   | ۲۰   | ۳۸    |
| ۱۴              | لهستان              | ۶   | ۴    | ۲۴   | ۳۴    |
| ۱۵              | ایتالیا             | ۵   | ۷    | ۱۹   | ۳۱    |
| ۱۶              | کرهٔ شمالی           | ۵   | ۵    | ۸    | ۱۸    |
| ۱۷              | ایالات متحده آمریکا | ۴   | ۸    | ۱۷   | ۲۹    |
| ۱۸              | مغولستان            | ۴   | ۴    | ۱۷   | ۲۵    |
| ۱۹              | اتریش               | ۴   | ۲    | ۸    | ۱۴    |
| ۲۰              | اسپانیا             | ۳   | ۹    | ۱۰   | ۲۲    |
| ۲۱              | اوکراین             | ۳   | ۴    | ۹    | ۱۶    |
| ۲۲              | آلمان شرقی          | ۳   | ۳    | ۱۴   | ۲۰    |
| ۲۳              | ازبکستان            | ۳   | ۳    | ۷    | ۱۳    |
| ۲۴              | یونان               | ۳   | ۲    | ۲    | ۷     |
| ۲۵              | ایران               | ۳   | ۰    | ۵    | ۸     |
| ۲۶              | کلمبیا              | ۳   | ۰    | ۳    | ۶     |
| ۲۷              | آلمان غربی          | ۲   | ۱۰   | ۲۵   | ۳۷    |
| ۲۸              | مجارستان            | ۲   | ۷    | ۱۵   | ۲۴    |
| ۲۹              | قزاقستان            | ۲   | ۴    | ۵    | ۱۱    |
| ۳۰              | اسرائیل             | ۲   | ۴    | ۴    | ۱۰    |
| ۳۱              | آرژانتین            | ۲   | ۲    | ۱    | ۵     |
| ۳۲              | چک                  | ۲   | ۰    | ۳    | ۵     |
| ۳۳              | آذربایجان           | ۱   | ۶    | ۱۳   | ۲۰    |
| ۳۴              | پرتغال              | ۱   | ۵    | ۵    | ۱۱    |
| ۳۵              | اسلوونی             | ۱   | ۴    | ۸    | ۱۳    |
| ۳۶              | کانادا              | ۱   | ۲    | ۸    | ۱۱    |
| ۳۷              | تونس                | ۱   | ۰    | ۴    | ۵     |
| ۳۸              | کوزوو               | ۱   | ۰    | ۳    | ۴     |
| ۳۹              | یوگسلاوی            | ۱   | ۰    | ۲    | ۳     |
| ۴۰              | صربستان             | ۱   | ۰    | ۱    | ۲     |
| ۴۱              | شرکت‌کننده‌های مستقلa | ۱   | ۰    | ۰    | ۱     |
| ۴۱              | ونزوئلا             | ۱   | ۰    | ۰    | ۱     |
| ۴۳              | رومانی              | ۰   | ۴    | ۹    | ۱۳    |
| ۴۴              | ترکیه               | ۰   | ۳    | ۸    | ۱۱    |
| ۴۵              | استرالیا            | ۰   | ۳    | ۳    | ۶     |
| ۴۶              | استونی              | ۰   | ۳    | ۱    | ۴     |
| ۴۷              | بلاروس              | ۰   | ۲    | ۷    | ۹     |
| ۴۸              | مصر                 | ۰   | ۲    | ۳    | ۵     |
| ۴۹              | سوئیس               | ۰   | ۲    | ۲    | ۴     |
| ۴۹              | چکسلواکی            | ۰   | ۲    | ۲    | ۴     |
| ۵۱              | بلغارستان           | ۰   | ۱    | ۳    | ۴     |
| ۵۱              | مولدووا             | ۰   | ۱    | ۳    | ۴     |
| ۵۳              | الجزایر             | ۰   | ۱    | ۱    | ۲     |
| ۵۳              | بوسنی و هرزگوین     | ۰   | ۱    | ۱    | ۲     |
| ۵۳              | نروژ                | ۰   | ۱    | ۱    | ۲     |
| ۵۳              | پورتوریکو           | ۰   | ۱    | ۱    | ۲     |
| ۵۷              | سوئد                | ۰   | ۱    | ۰    | ۱     |
| ۵۷              | مونته‌نگرو           | ۰   | ۱    | ۰    | ۱     |
| ۵۹              | امارات متحدهٔ عربی   | ۰   | ۰    | ۲    | ۲     |
| ۶۰              | ارمنستان            | ۰   | ۰    | ۱    | ۱     |
| ۶۰              | تاجیکستان           | ۰   | ۰    | ۱    | ۱     |
| ۶۰              | تایوان              | ۰   | ۰    | ۱    | ۱     |
| ۶۰              | صربستان و مونته‌نگرو | ۰   | ۰    | ۱    | ۱     |
| ۶۰              | فنلاند              | ۰   | ۰    | ۱    | ۱     |
| ۶۰              | لتونی               | ۰   | ۰    | ۱    | ۱     |
| ۶۰              | لیتوانی             | ۰   | ۰    | ۱    | ۱     |
| ۶۰              | نیوزیلند            | ۰   | ۰    | ۱    | ۱     |
| ۶۰              | کره (کشور)b         | ۰   | ۰    | ۱    | ۱     |
| مجموع (۶۸ کشور) | مجموع (۶۸ کشور)     | ۴۳۸ | ۴۳۸  | ۸۷۶  | ۱۷۵۲  |

## مدال‌آوران طلای چندباره
برجسته نشان دهندهٔ جودوکاهای فعال و همچنین بیشترین شمار مدال در بین تمام جودوکاها (جودوکاهایی که در جدول نیامده‌اند نیز شامل شده‌اند) در هر نوع است.

### مردان

#### رویدادهای انفرادی
| رتبه | جودوکا            | کشور      | وزن‌ها                              | از   | تا   | طلا | نقره | برنز | مجموع |
| ---- | ----------------- | --------- | ---------------------------------- | ---- | ---- | --- | ---- | ---- | ----- |
| ۱    | تدی رینر          | فرانسه    | ۱۰۰+ کیلوگرم / آزاد                | ۲۰۰۷ | ۲۰۱۷ | ۱۰  | ۱    | −    | ۱۱    |
| ۲    | نائویا اوگاوا     | ژاپن      | ۹۵+ کیلوگرم / آزاد                 | ۱۹۸۷ | ۱۹۹۵ | ۴   | −    | ۳    | ۷     |
| ۳    | داوید دیه         | فرانسه    | ۹۵+ کیلوگرم / آزاد                 | ۱۹۹۳ | ۱۹۹۷ | ۴   | −    | −    | ۴     |
| ۳    | Shōzō Fujii       | ژاپن      | ۸۰− کیلوگرم / ۷۸− کیلوگرم          | ۱۹۷۱ | ۱۹۷۹ | ۴   | −    | −    | ۴     |
| ۳    | یاسوهیرو یاماشیتا | ژاپن      | ۹۵+ کیلوگرم / آزاد                 | ۱۹۷۹ | ۱۹۸۳ | ۴   | −    | −    | ۴     |
| ۶    | الیاس الیادیس     | یونان     | ۹۰− کیلوگرم                        | ۲۰۰۵ | ۲۰۱۴ | ۳   | ۲    | ۱    | ۶     |
| ۷    | الکساندر میخایلین | روسیه     | ۱۰۰− کیلوگرم / ۱۰۰+ کیلوگرم / آزاد | ۱۹۹۹ | ۲۰۱۱ | ۳   | ۱    | ۳    | ۷     |
| ۸    | توشیهیکو کوگا     | ژاپن      | ۷۱− کیلوگرم / ۷۸− کیلوگرم          | ۱۹۸۷ | ۱۹۹۵ | ۳   | −    | ۱    | ۴     |
| ۸    | نائوهیسا تاکاتو   | ژاپن      | ۶۰− کیلوگرم                        | ۲۰۱۳ | ۲۰۱۸ | ۳   | −    | ۱    | ۴     |
| ۱۰   | ماساشی ابینوما    | ژاپن      | ۶۶− کیلوگرم                        | ۲۰۱۱ | ۲۰۱۴ | ۳   | −    | −    | ۳     |
| ۱۰   | کوسی اینوئه       | ژاپن      | ۱۰۰− کیلوگرم                       | ۱۹۹۹ | ۲۰۰۳ | ۳   | −    | −    | ۳     |
| ۱۰   | جون کی-یونگ       | کره جنوبی | ۷۸− کیلوگرم / ۸۶− کیلوگرم          | ۱۹۹۳ | ۱۹۹۷ | ۳   | −    | −    | ۳     |
| ۱۰   | شوهه اونو         | ژاپن      | ۷۳− کیلوگرم                        | ۲۰۱۳ | ۲۰۱۹ | ۳   | −    | −    | ۳     |

#### تمام رویدادها
| رتبه | جودوکا            | کشور   | رویدادها                                  | از   | تا   | طلا     | نقره  | برنز  | مجموع     |
| ---- | ----------------- | ------ | ----------------------------------------- | ---- | ---- | ------- | ----- | ----- | --------- |
| ۱    | تدی رینر          | فرانسه | ۱۰۰+ کیلوگرم / آزاد / تیمی                | ۲۰۰۷ | ۲۰۱۷ | ۱۱      | ۱     | # ۱ # | # ۱۳ #    |
| ۲    | شوهه اونو         | ژاپن   | ۷۳− کیلوگرم / تیمی                        | ۲۰۱۳ | ۲۰۱۹ | * ۶ *   | −     | ۱     | * ۷ *     |
| ۳    | ماساشی ابینوما    | ژاپن   | ۶۶− کیلوگرم / تیمی                        | ۲۰۱۱ | ۲۰۱۵ | ۵       | ۱     | ۱     | ۷         |
| ۳    | ریکی ناکایا       | ژاپن   | ۷۳− کیلوگرم / تیمی                        | ۲۰۱۱ | ۲۰۱۷ | ** ۵ ** | ۱     | * ۱ * | *** ۷ *** |
| ۵    | داوید دیه         | فرانسه | ۹۵+ کیلوگرم / آزاد / تیمی                 | ۱۹۹۳ | ۱۹۹۷ | * ۵ *   | −     | −     | * ۵ *     |
| ۶    | الکساندر میخایلین | روسیه  | ۱۰۰− کیلوگرم / ۱۰۰+ کیلوگرم / آزاد / تیمی | ۱۹۹۸ | ۲۰۱۳ | ۴       | * ۳ * | ۵     | * ۱۲ *    |
| ۷    | Soichi Hashimoto  | ژاپن   | ۷۳− کیلوگرم / تیمی                        | ۲۰۱۷ | ۲۰۱۹ | *# ۴ *# | ۱     | −     | *# ۵ *#   |
| ۸    | نائویا اوگاوا     | ژاپن   | ۹۵+ کیلوگرم / آزاد                        | ۱۹۸۷ | ۱۹۹۵ | ۴       | −     | ۳     | ۷         |
| ۹    | Shōzō Fujii       | ژاپن   | ۸۰− کیلوگرم / ۷۸− کیلوگرم                 | ۱۹۷۱ | ۱۹۷۹ | ۴       | −     | −     | ۴         |
| ۹    | کوسی اینوئه       | ژاپن   | ۱۰۰− کیلوگرم / تیمی                       | ۱۹۹۹ | ۲۰۰۳ | ۴       | −     | −     | ۴         |
| ۹    | تاکانوری ناگاسه   | ژاپن   | ۸۱− کیلوگرم / تیمی                        | ۲۰۱۴ | ۲۰۱۷ | # ۴ #   | −     | −     | # ۴ #     |
| ۹    | یاسوهیرو یاماشیتا | ژاپن   | ۹۵+ کیلوگرم / آزاد                        | ۱۹۷۹ | ۱۹۸۳ | ۴       | −     | −     | ۴         |

# از جمله برد یک مدال تیمی قهرمانی جهان به عنوان ذخیره

* از جمله برد یک مدال تیمی قهرمانی جهان فقط برای شرکت در دور مقدماتی

*# از جمله برد یک مدال تیمی قهرمانی جهان فقط برای شرکت در دور مقدماتی و برد یک مدال به عنوان ذخیره

** از جمله برد دو مدال تیمی قهرمانی جهان فقط برای شرکت در دور مقدماتی

*** از جمله برد سه مدال تیمی قهرمانی جهان فقط برای شرکت در دور مقدماتی

### زنان

#### رویدادهای انفرادی
| رتبه | جودوکا           | کشور           | وزن‌ها                                   | از   | تا   | طلا | نقره | برنز | مجموع |
| ---- | ---------------- | -------------- | --------------------------------------- | ---- | ---- | --- | ---- | ---- | ----- |
| ۱    | ریوکو تانی       | ژاپن           | ۴۸− کیلوگرم                             | ۱۹۹۱ | ۲۰۰۷ | ۷   | −    | ۱    | ۸     |
| ۱    | تونگ ون          | چین            | ۷۸+ کیلوگرم / آزاد                      | ۲۰۰۱ | ۲۰۱۱ | ۷   | −    | ۱    | ۸     |
| ۳    | Ingrid Berghmans | بلژیک          | ۷۲+ کیلوگرم / ۷۲− کیلوگرم / آزاد        | ۱۹۸۰ | ۱۹۸۹ | ۶   | ۴    | ۱    | ۱۱    |
| ۴    | کلاریس اگبگننو   | فرانسه         | ۶۳− کیلوگرم                             | ۲۰۱۳ | ۲۰۱۹ | ۴   | ۲    | −    | ۶     |
| ۵    | Gao Fenglian     | چین            | ۷۲+ کیلوگرم / آزاد                      | ۱۹۸۴ | ۱۹۸۹ | ۴   | ۱    | ۱    | ۶     |
| ۵    | کیه سون-هوی      | کره شمالی      | ۵۲− کیلوگرم / ۵۷− کیلوگرم               | ۱۹۹۷ | ۲۰۰۷ | ۴   | ۱    | ۱    | ۶     |
| ۷    | نوریکو آنو       | ژاپن           | ۷۲+ کیلوگرم / ۷۲− کیلوگرم / ۷۸− کیلوگرم | ۱۹۹۳ | ۲۰۰۳ | ۴   | ۱    | −    | ۵     |
| ۷    | Karen Briggs     | بریتانیای کبیر | ۴۸− کیلوگرم                             | ۱۹۸۲ | ۱۹۹۱ | ۴   | ۱    | −    | ۵     |
| ۹    | دریولیس گونسالس  | کوبا           | ۵۶− کیلوگرم / ۵۷− کیلوگرم / ۶۳− کیلوگرم | ۱۹۹۳ | ۲۰۰۷ | ۳   | ۲    | ۲    | ۷     |
| ۱۰   | ژروایس امان      | فرانسه         | ۷۰− کیلوگرم / ۶۳− کیلوگرم               | ۲۰۰۵ | ۲۰۱۵ | ۳   | ۱    | ۱    | ۵     |

#### تمام رویدادها
| رتبه | جودوکا           | کشور   | رویدادها                                       | از   | تا   | طلا   | نقره  | المپیک | مجموع      |
| ---- | ---------------- | ------ | ---------------------------------------------- | ---- | ---- | ----- | ----- | ------ | ---------- |
| ۱    | تونگ ون          | چین    | ۷۸+ کیلوگرم / آزاد / تیمی                      | ۲۰۰۱ | ۲۰۱۱ | ۸     | −     | ۲      | ۱۰         |
| ۲    | ریوکو تانی       | ژاپن   | ۴۸− کیلوگرم                                    | ۱۹۹۱ | ۲۰۰۷ | ۷     | −     | ۱      | ۸          |
| ۳    | Ingrid Berghmans | بلژیک  | ۷۲+ کیلوگرم / ۷۲− کیلوگرم / آزاد               | ۱۹۸۰ | ۱۹۸۹ | ۶     | ۴     | ۱      | ۱۱         |
| ۴    | کلاریس اگبگننو   | فرانسه | ۶۳− کیلوگرم / تیمی                             | ۲۰۱۱ | ۲۰۱۹ | # ۶ # | * ۳ * | * ۲ *  | **# ۱۱ **# |
| ۵    | Chizuru Arai     | ژاپن   | ۷۰− کیلوگرم / تیمی                             | ۲۰۱۵ | ۲۰۱۹ | # ۶ # | −     | −      | # ۶ #      |
| ۶    | دریولیس گونسالس  | کوبا   | ۵۶− کیلوگرم / ۵۷− کیلوگرم / ۶۳− کیلوگرم / تیمی | ۱۹۹۳ | ۲۰۰۷ | ۵     | ۴     | ۲      | ۱۱         |
| ۷    | میساتو ناکامورا  | ژاپن   | ۵۲− کیلوگرم / تیمی                             | ۲۰۰۶ | ۲۰۱۵ | ۵     | ۲     | ۱      | ۸          |
| ۸    | ژروایس امان      | فرانسه | ۷۰− کیلوگرم / ۶۳− کیلوگرم / تیمی               | ۲۰۰۵ | ۲۰۱۵ | * ۵ * | ۱     | ۲      | * ۸ *      |
| ۹    | نوریکو آنو       | ژاپن   | ۷۲+ کیلوگرم / ۷۲− کیلوگرم / ۷۸− کیلوگرم / تیمی | ۱۹۹۳ | ۲۰۰۳ | ۵     | ۱     | ۱      | ۷          |
| ۱۰   | یوشیه یوئنو      | ژاپن   | ۶۳− کیلوگرم / تیمی                             | ۲۰۰۲ | ۲۰۱۱ | * ۴ * | ۲     | # ۲ #  | *# ۷ *#    |

# از جمله برد یک مدال تیمی قهرمانی جهان به عنوان ذخیره

* از جمله برد یک مدال تیمی قهرمانی جهان فقط برای شرکت در دور مقدماتی

*# از جمله برد یک مدال تیمی قهرمانی جهان فقط برای شرکت در دور مقدماتی و برد یک مدال به عنوان ذخیره

**# از جمله برد دو مدال تیمی قهرمانی جهان فقط برای شرکت در دور مقدماتی و برد یک مدال به عنوان ذخیره

## رکوردها
| بخش                  | مردان                                     | زنان                                          |
| -------------------- | ----------------------------------------- | --------------------------------------------- |
| جوان‌ترین قهرمان جهان | * تدی رینر: ۱۸ سال و ۱۵۹ روز (در ۲۰۰۷)    | * Daria Bilodid: ۱۷ سال و ۳۴۵ روز (در ۲۰۱۸)   |
| مسن‌ترین قهرمان جهان  | * آنتون خسینک: ۳۱ سال و ۱۹۴ روز (در ۱۹۶۵) | * دریولیس گونسالس: ۳۳ سال و ۳۵۸ روز (در ۲۰۰۷) |